# Mitinokuidrilus excavatus
Mitinokuidrilus excavatus är en ringmaskart som beskrevs av Takashima och Shunsuke F. Mawatari 1998. Mitinokuidrilus excavatus ingår i släktet Mitinokuidrilus och familjen glattmaskar. Inga underarter finns listade i Catalogue of Life.